# 크리샤니스 발데마르스

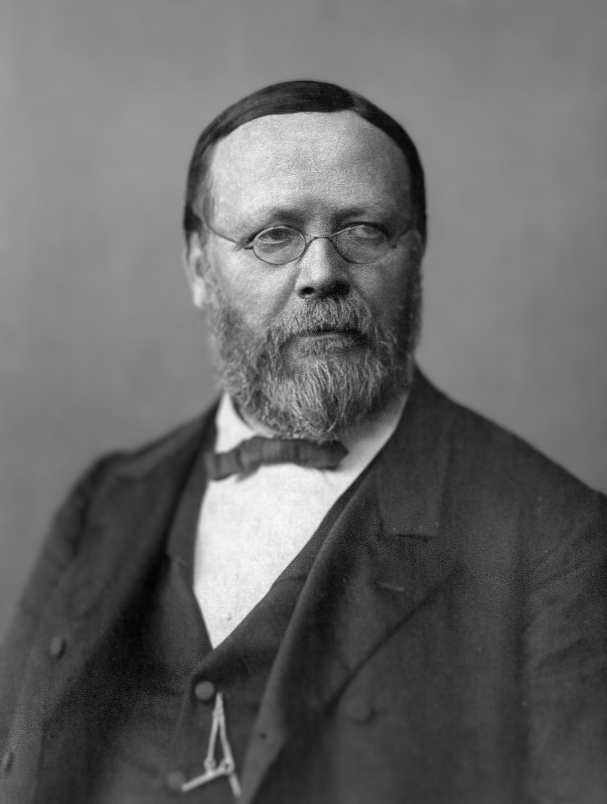

크리샤니스 발데마르스(리투아니아어: Krišjānis Valdemārs: 1825년 12월 2일-1891년 12월 7일)는 라트비아의 작가, 언론인, 교육자, 정치인, 사전편찬가, 민속학자, 경제학자다. 제1차 라트비아 민족각성운동의 정신적 지도자였으며, 청년 라트비아당 운동의 가장 주요한 멤버였다.